# Glaucocharis beculella
Glaucocharis beculella là một loài bướm đêm trong họ Crambidae.